# Gran Premio motociclistico di Cecoslovacchia 1968
Il Gran Premio motociclistico di Cecoslovacchia fu il settimo appuntamento del motomondiale 1968.
Si svolse il 21 luglio 1968 presso il circuito di Brno ed erano quattro le classi in programma (125, 250, 350 e 500), le stesse già presenti anche nell'altro gran premio dell'Europa orientale che era stato disputato una settimana prima, il GP della Germania Est.
Le vittorie furono divise tra solo due piloti: Giacomo Agostini su MV Agusta si impose sia nella 500 che nella 350, Phil Read su Yamaha vinse la 250 e la 125.

## Classe 500
Si presentarono al via 30 piloti e di questi 14 furono classificati al termine della gara. Tra i ritirati John Hartle, František Šťastný, Alberto Pagani, Kel Carruthers e Rodney Gould.

### Arrivati al traguardo
| Pos. | Pilota           | Moto      | Tempo      | Punti |
| ---- | ---------------- | --------- | ---------- | ----- |
| 1    | Giacomo Agostini | MV Agusta | 1h 18:07.0 | 8     |
| 2    | Jack Findlay     | Matchless | +5:11.1    | 6     |
| 3    | Gyula Marsovszky | Matchless | +5:58.1    | 4     |
| 4    | Billie Nelson    | Paton     | +6:15.9    | 3     |
| 5    | Peter Williams   | Matchless | +1 giro    | 2     |
| 6    | Dan Shorey       | Norton    | +1 giro    | 1     |
| 7    | Derek Lee        | Matchless | +          |       |
| 8    | Bosse Granath    | Seeley    | +          |       |
| 9    | Frantisek Srna   | Jawa      | +          |       |
| 10   | Errol Cowan      | Metisse   | +          |       |
| 11   | György Kurucz    | Metisse   | +          |       |
| 12   | Werner Bergold   | Matchless | +          |       |
| 13   | Paul Eickelberg  | Norton    | +          |       |
| 14   | Pentti Lehtelä   | Matchless | +          |       |

## Classe 350
La gara venne disputata sotto la pioggia e non era presente al via Renzo Pasolini su Benelli che si era rivelato uno dei maggiori antagonisti di Agostini nel mondiale.

### Arrivati al traguardo (posizioni a punti)
| Pos. | Pilota            | Moto      | Tempo | Punti |
| ---- | ----------------- | --------- | ----- | ----- |
| 1    | Giacomo Agostini  | MV Agusta |       | 8     |
| 2    | Heinz Rosner      | MZ        |       | 6     |
| 3    | František Šťastný | Jawa      |       | 4     |
| 4    | Kel Carruthers    | Aermacchi |       | 3     |
| 5    | Karl Hoppe        | Aermacchi |       | 2     |
| 6    | Billie Nelson     | Norton    |       | 1     |

## Classe 250

### Arrivati al traguardo (posizioni a punti)
| Pos. | Pilota          | Moto      | Tempo     | Punti |
| ---- | --------------- | --------- | --------- | ----- |
| 1    | Phil Read       | Yamaha    | 50' 39" 4 | 8     |
| 2    | Bill Ivy        | Yamaha    | + 14" 5   | 6     |
| 3    | Heinz Rosner    | MZ        | + 46" 0   | 4     |
| 4    | Rodney Gould    | Yamaha    | +1' 49" 2 | 3     |
| 5    | Gilberto Milani | Aermacchi | +3' 12" 7 | 2     |
| 6    | Ginger Molloy   | Bultaco   | +3' 14" 1 | 1     |

## Classe 125
Tra i ritirati vi fu Bill Ivy che aveva ottenuto il giro più veloce in gara.

### Arrivati al traguardo (posizioni a punti)
| Pos. | Pilota          | Moto   | Tempo     | Punti |
| ---- | --------------- | ------ | --------- | ----- |
| 1    | Phil Read       | Yamaha | 48' 46" 3 | 8     |
| 2    | László Szabó    | MZ     | +2' 45" 9 | 6     |
| 3    | Günter Bartusch | MZ     | +3' 30" 7 | 4     |
| 4    | Dieter Braun    | MZ     | +3' 31" 1 | 3     |
| 5    | Lothar John     | MZ     | +4' 35" 6 | 2     |
| 6    | János Reisz     | MZ     | +5' 09" 0 | 1     |